# Metrarabdotos sergipensis
Metrarabdotos sergipensis är en mossdjursart som beskrevs av Santana, Ramalho och Gumarães 2009. Metrarabdotos sergipensis ingår i släktet Metrarabdotos och familjen Metrarabdotosidae. Inga underarter finns listade i Catalogue of Life.